# Westfield Southcenter
Westfield Southcenter, anteriormente conocido como Southcenter Mall es un centro comercial localizado en Tukwila, Washington, EE. UU. Actualmente sus tiendas anclas son JC Penney, Macy's, Nordstrom y Sears y es operado por el Grupo Westfield. El centro comercial también cuenta con un Rainforest Cafe.

## Antes de Westfield
El centro comercial abrió el 31 de julio de 1968, desarrollado por Allied Stores, Southcenter Mall abrió con las tiendas anclas Allied's The Bon Marché, Frederick & Nelson, JCPenney y Nordstrom Best. La campaña original de marketing a finales de los años 1960 y principio de la década de 1970 mostró a una, desconocido y joven asistente de KIRO-TV, Sandy Hill (luego coconductora de Good Morning America). En realidad, KIRO se asoció con Southcenter en los años 1970, y de vez en cuando se emitía un programa de noticias al mediodía desde un set cerca de Bon Marché. Mucho de los anuncios mostrados decían; "cien tiendas en sólo ese salón...¡Southcenter...es siempre un bonito día!". Los anuncios trataron de atraer personas de la lluviosa área de Seattle. 
En 1985, el centro comercial fue adquirido por Jacobs, Visconsi and Jacobs Co. de Cleveland, Ohio.
Con el paso de los años, cambiaron las tiendas anclas. Nordstrom cerró en 1973, y abrió una Mervyn's y una quinta ancla en 1984. Frederick & Nelson se fue a bancarrota y fue vendida a Sears en 1992.

## Adquisición por Westfield
A principios del 2002, el centro comercial fue comprado por el Grupo Westfield. Durante ese tiempo cambió de nombre a "Westfield Shoppingtown Southcenter". En junio de 2005, se le quitó la palabra "Shoppingtown".
Bon Marché cambió de nombre a Bon-Macy's en 2003 y en 2005 a simplemente como Macy's, como parte del cambio de nombre de su compañía, Federated Department Stores. A finales del 2006, Mervyn's cerró todas sus tiendas en Washington y Oregón, incluyendo la de Southcenter. Westfield la ubicación pero no anunció un plan para el sitio.

## Anclas
- JCPenney (240,597 pie cuadrado)
- Macy's (250,407 pie cuadrado)
- Nordstrom (165,900 pie cuadrado)
- Sears (170,800 pie cuadrado)